# هلیل کوهن

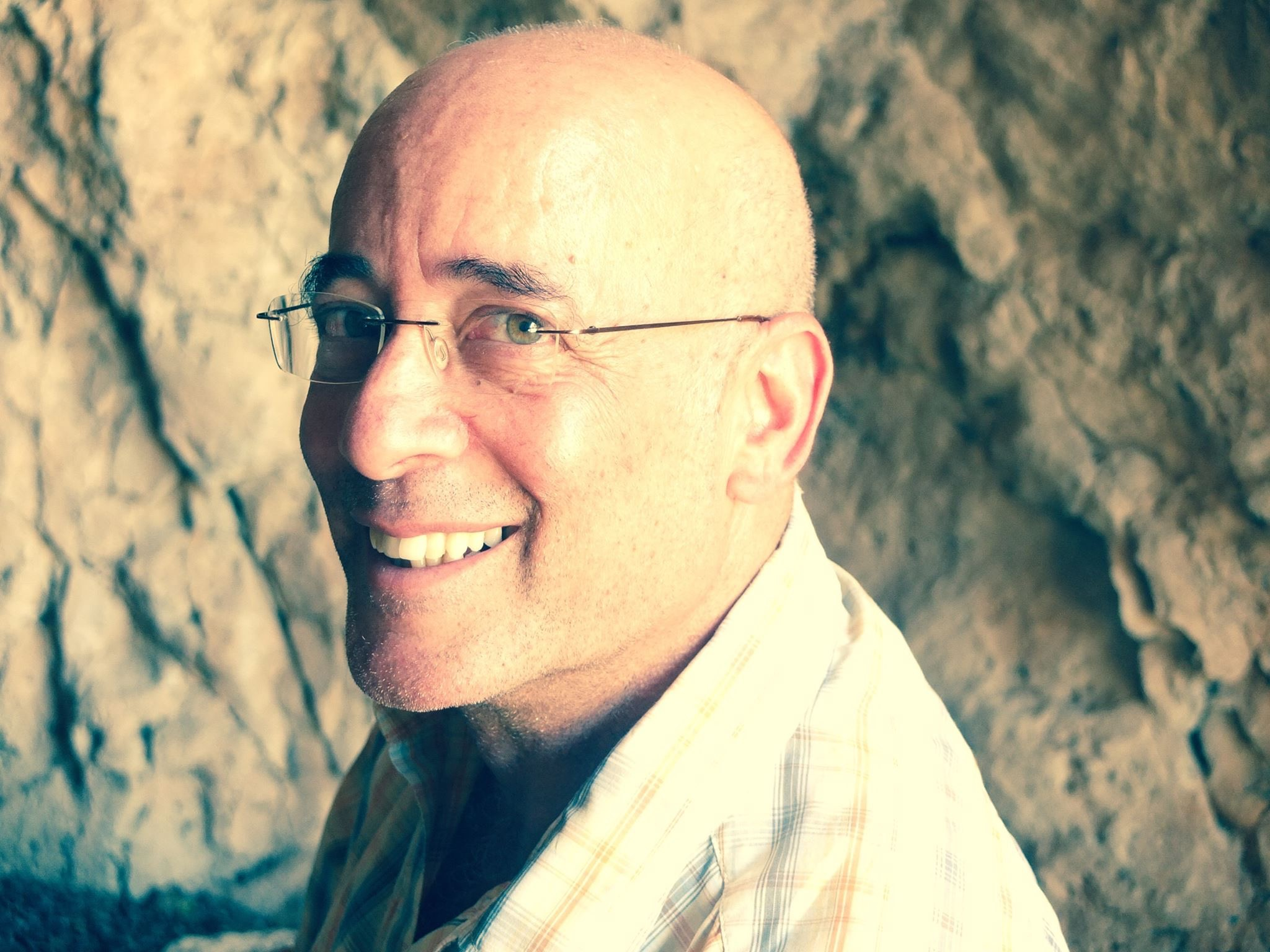
هیلل کوهن

هیلل کوهن بار (متولد قدس، ۵ اکتبر ۱۹۶۱) دانشمند اسرائیلی است که در مورد روابط یهود و عرب در فلسطین و اسرائیل مطالعه و می‌نویسد. وی استاد و دانشیار گروه اسلام و مطالعات خاورمیانه در دانشگاه عبری اورشلیم و رئیس مرکز مطالعات صهیونیسم چریک و دولت اسرائیل در آن دانشگاه می‌باشد.
کوهن به ویژه با بیت المقدس شرقی، موضوع کتاب خود ، کیکار هاشوک رکا (بازار خالی است یا: ظهور و سقوط اورشلیم عربی) آشنا است، به دلیل سال‌هایی که به عنوان خبرنگار امور قدس شرقی برای هفته نامه اسرائیلیکول حیر در قدس گذرانده است. او در مورد پناهندگان داخلی فلسطین و جنگ ۱۹۴۸ به طور گسترده مطالبی منتشر کرده. دو کتاب وی به همکاری فلسطینی‌ها و آژانس های امنیتی اسرائیل با استفاده از روشی که می توان آن را نگاه از پایین به تاریخ توصیف کرد، پرداخته است. جروزالم پست کتاب‌های وی را «ترکیبی قابل دسترس از تحقیقات دانشگاهی و گزارشگری زنده روزنامه نگاری می‌نامد. کوهن موفق می‌شود هنگام ارتباط با مسائل انسانی، همدلی نشان دهد ، اما در مورد وقایع فاصله حرفه‌ای خود را حفظ می‌کند».
وی برای اولین بار در سال ۲۰۰۸ با انتشار کتاب« ارتش سایه ها، همکاری فلسطین با صهیونیسم، ۱۹۱۷-۱۹۴۸»در سایر کشورها شناخته شد. این کتاب توسط انتشارات دانشگاه کالیفرنیا منتشر شده‌است. کتاب او به نام عرب خوب: سرویس های امنیتی اسرائیل و اعراب اسرائیلی را نیز همان انتشارات منتشر کرده‌است. آخرین کتاب او سال صفر درگیری اعراب و اسرائیل توسط انتشارات دانشگاه برندایس، در سال ۲۰۱۵ منتشر شد.

## کتابشناسی
- غایب فعلی: پناهندگان فلسطینی در اسرائیل از سال ۱۹۴۸ (عبری ، عربی)
- عرب های خوب: سرویس های امنیتی اسرائیل و اعراب اسرائیلی(به عبری: ערבים טובים) (عبری ۲۰۰۶، انگلیسی ۲۰۱۰)
- ارتش سایه ها، همکاری فلسطین با صهیونیسم، ۱۹۱۷–۱۹۴۸ (۲۰۰۴ عبری ، ۲۰۰۸ انگلیسی)
- ظهور و سقوط بیت المقدس عربی (۲۰۰۷ عبری ، ۲۰۱۱ انگلیسی)
- ۱۹۲۹، سال صفر درگیری اعراب و اسرائیل(به عبری: תרפ"ט שנת האפס בסכסוך היהודי היהודי) (عبری ۲۰۱۳ ، ۲۰۱۵ انگلیسی)

## یادداشت
1. ↑  Cidor, Peggy (2007-10-10). "Reluctant Residents". The Jerusalem Post. Retrieved 2021-01-08.